# Marcelle Kraemer-Bach
Marcelle Kraemer-Bach, née Bach le 26 décembre 1895 à Braïla (Roumanie) et morte le 16 mai 1990 dans le 18e arrondissement de Paris (France), est une avocate, résistante et féministe française.

## Biographie

### Origines et jeunesse
Bella Marcelle Kraemer-Bach est la fille d'Angelo Bach et de Clothilde de Castro, dont les origines sont séfarades. Elle a une sœur aînée, Adine, née elle aussi en Roumanie. Ses parents s'installent à Paris en 1903. Ils mènent une vie aisée dans le 16e arrondissement et éduquent leurs filles très strictement.
Au moment de la Première Guerre mondiale, Marcelle Kraemer-Bach et sa sœur se portent volontaires dans un hôpital de Nice. Elle raconte a posteriori de cette période : « Durant la guerre, et du reste, pendant toute notre vie, ma sœur et moi réussîmes à employer nos bonnes volontés et notre désir de servir ». 

### Mariages et carrière professionnelle
Marcelle Kraemer-Bach, désormais orpheline, se marie à Paris en 1915 avec Robert Fernand Crémieux, avocat à la cour, dont le père, Fernand Crémieux, est avocat et sénateur, et la sœur, Suzanne Crémieux, sera sénatrice. En 1917, Marcelle Kraemer-Bach met au monde leur fils unique, Jean-Pierre Crémieux. Elle se sépare de son époux peu de temps après. Elle décide de poursuivre des études de droit. Parallèlement elle rejoint l'Union française pour le suffrage des femmes (UFSF), présentant à son congrès de 1919 un rapport sur le suffrage des femmes dans le monde ouvrier.  
Après son divorce, elle se remarie à Paris, en 1923, avec l'avocat Pierre Kraemer-Raine.
À l'issue de ses études, en 1921, elle s'inscrit au barreau de Paris en même temps que Andrée Lehmann et Yvonne Netter. Elle exerce son métier d'avocate pendant 54 ans, se spécialisant dans le droit des femmes.

### Militantisme politique et féministe
Peu après son inscription au barreau, elle rejoint les rangs du Parti radical. En 1925, elle participe à la commission extra parlementaire de révision des droits de la femme et consacrera de nombreux articles à ce sujet. 
En 1928, elle participe à la fondation de La Fédération internationale des femmes magistrates et avocates à Paris avec Vera Poska-Grünthal (Estonie), Clara Campoamor (Espagne), Agathe Dyvrande-Thévenin (France) et Margarete Berent (Allemagne). Elle est souvent sollicitée pour des conférences à travers la France. D'une part, par l'UFSF pour appeler les femmes à s'organiser et à lutter pour obtenir le droit de vote. D'autre part, par le Parti radical, dont elle soutient activement la campagne électorale de 1932, notamment à Marseille. C'est dans cette ville qu'elle contribue à la création de la première section féminine du parti, dont Laure Beddoukh est nommée secrétaire générale.
En 1934, Marcelle Kraemer-Bach est nommée secrétaire générale de l'UFSF, alors présidée par Cécile Brunschvicg. Elle fait partie des 3 juristes appartenant également au comité central de l'UFSF avec Pauline Rebour et Suzanne Grinberg. 
Elle entretient des relations avec les mouvements de femmes à travers le monde. Elle rejoint ainsi la Fédération internationale des femmes magistrats et avocats, créée en 1929. Elle se rend en 1934 au Congrès international des femmes de Chicago.
À la veille de la Seconde Guerre mondiale, elle présente à l'UFSF un rapport sur le régime matrimonial des époux dont la nationalité est différente.

### Seconde Guerre mondiale
Au début de la guerre, elle quitte Paris pour la zone libre, choisissant de s'installer à Lyon et d'y exercer sa profession.
Elle apprend la mort de son fils, disparu en mai 1940 dans la bataille des Ardennes.
Elle se convertit au catholicisme et se fait baptiser à Saint-Paul-de-Vence le 29 mai 1941. 
Durant la même période, elle entre dans la résistance par le réseau de renseignements Gallia-Kasanga, où elle prend le pseudonyme de Marie-Yvonne de Kergaradec. Elle est affectée au service des traductions puis au service santé des Forces françaises de l'intérieur. Elle se réfugie ensuite en Suisse jusqu'à la Libération de Paris,.

### Après la guerre
De retour dans la capitale, elle travaille au ministère des Prisonniers et déportés, où elle est chargée du dossier des enfants survivants du camp de concentration de Buchenwald. Elle fait partie d'un groupe de juristes qui obtiennent que tous les enfants de déportés de France soit pupilles de la nation, quelle que soit leur nationalité.
En 1951, elle appartient à une délégation française aux Nations unies en compagnie d'Hélène Campinchi et Marie-Hélène Lefaucheux.
Elle contribue à la fondation de l'Association des femmes républicaines, dont le premier objectif est de former les nouvelles électrices, le droit de vote ayant été acquis en 1944. Elle continue de participer aux congrès de la Fédération internationale des femmes magistrats et avocats jusque dans les années 1970. 
Elle préside l'association des pères et mères des morts pour la France, pour laquelle elle signe de nombreux articles jusqu'en 1986.
Elle a 92 ans lorsqu'elle fait paraître ses mémoires, La Longue route, où elle évoque de nombreuses personnalités féministes de l'entre-deux-guerres.

## Publications
- Marcelle Kraemer-Bach, La longue route, Paris, La pensée universelle, 1988.
- Marcelle Kraemer-Bach, Les Actions alimentaires en droit international : Commentaire des projets des Nations unies, Paris, les Presses universitaires de France, 1953.
- Marcelle Kraemer-Bach et Marcelle Renson, Le régime matrimonial des époux dont la nationalité est différente, Paris, Pedone, 1939.
- Marcelle Kraemer-Bach, La capacité de la femme mariée en droit français et en droit comparé, La revue pratique de droit international, no 26, octobre-novembre 1938.
- Marcelle Kraemer-Bach, Les Inégalités légales entre l'homme et la femme, Paris, les Presses universitaires de France, 1927.